# Mesa de piedra

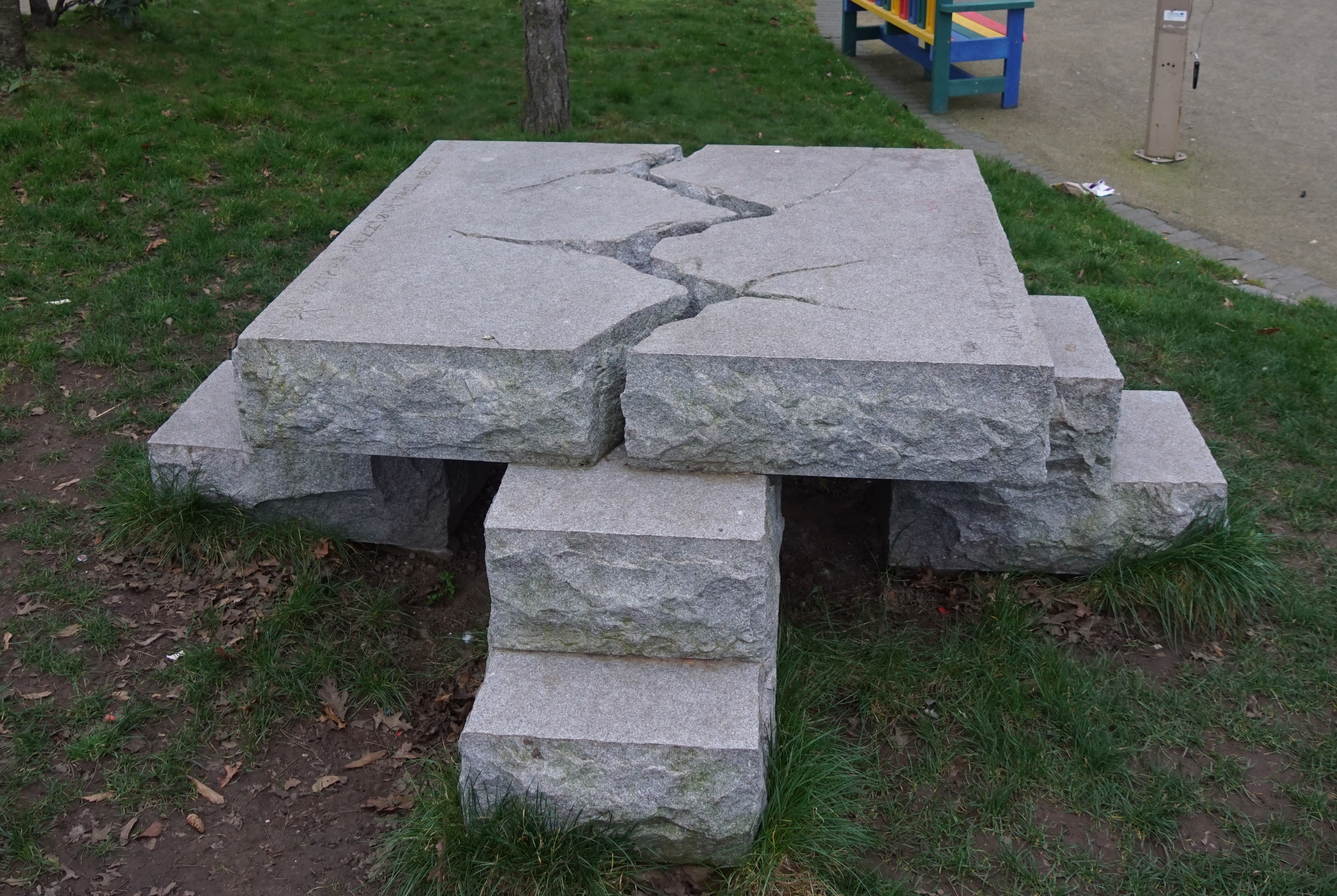
Mesa de Piedra (Narnia), CS Lewis Square, Belfast, Irlanda del Norte.

La Mesa de Piedra forma parte del mundo ficticio de Las Crónicas de Narnia, creada por C. S. Lewis; aparece en dos libros de la saga: El león, la bruja y el armario y El príncipe Caspian. Situada dentro de las lindes de los Grandes Bosques, originalmente es una enorme losa de piedra gris muy dura sostenida por cuatro piedras verticales que se utiliza para llevar a cabo sacrificios.

## Datos sobre la Mesa de Piedra

### El sacrificio de Aslan
En el segundo libro, por orden cronológico, El león, la bruja y el armario, Edmund Pevensie traiciona a sus hermanos y se pasa al bando de la bruja blanca; pero se arrepiente y las tropas de Aslan lo rescatan. Jadis no está de acuerdo con este rescate y mantiene una audiencia con el león donde le recuerda que según la Magia Insondable todo traidor le pertenece. Aslan hace retroceder a todos y habla a solas con la bruja; entonces Aslan decide sacrificarse por el traidor humano. Esa noche sin que nadie se dé cuenta de lo pactado con la bruja blanca Aslan va a la Mesa de Piedra donde lo espera la bruja con todas sus tropas para matarlo.

### El Altozano de Aslan
1303 años después del sacrificio de Aslan, debido a cambios geográficos, la Mesa de Piedra que ahora es una losa rota, ya no se encontraba en lo alto de una colina, sino más bien en el interior de un enorme montículo que alzaron los narnianos sobre el lugar mágico del sacrificio de Aslan. El montículo, llamado el Altozano de Aslan, está excavado en su interior con galerías y cuevas y la piedra se encuentra en la cueva central.
En el libro El príncipe Caspian la mayor parte de las batallas tienen lugar en ese entorno precisamente.

## El Cuchillo de Piedra
En el tercer viaje de Lucy y Edmund Pevensie a Narnia, durante La travesía del Viajero del Alba antes de llegar al Fin del Mundo, paran en la Isla de la Estrella Ramandu, que es el principio del Fin del Mundo. Allí encuentran una larga mesa, la Mesa de Aslan, y en el centro de ella el Cuchillo de Piedra con el que Jadis asestó una cuchilada mortal a Aslan en la Mesa de Piedra.
- Datos: Q2345548